# Vicentinópolis
Vicentinópolis é um município brasileiro do estado de Goiás. Sua população, de acordo com estimativas do Instituto Brasileiro de Geografia e Estatística (IBGE), era de 8 053 habitantes em 2014.

## História
Teve sua emancipação política em 10 de junho de 1980.
Em 1982 realiza-se a primeira eleição direta para escolha dos dirigentes municipais. Participaram da disputa: Orismondes Ferreira de Freitas, José Oliveira Fernandes e Derso Portilho Vieira, saindo o primeiro vitorioso e, portanto, o primeiro prefeito de Vicentinópolis.
Nesse período foi implantada a estrutura básica da cidade. Construção da Prefeitura, Ginásio de Esportes Terra Vermelha, as primeira ruas asfaltadas, entre outros.

## Geografia
Sua população estimada em 2014 era de 8 053 habitantes.
O município fica localizado na região sul do estado de Goiás.

## Economia
A região de Vicentinópolis possui uma ótima qualidade de terra para a agricultura da região.